# Ebodina lithoptila
Ebodina lithoptila es una especie de polilla de la familia Tortricidae. Se encuentra en Madagascar.

## Hábitat
Ebodina lithoptila prospera en el clima subtropical de Madagascar. 